# Nécropole de Maculje
La nécropole de Maculje se trouve en Bosnie-Herzégovine, sur le territoire du village de Seona et dans la municipalité de Novi Travnik. Elle abrite 101 stećci, un type particulier de tombes médiévales, ainsi que 16 tombes cruciformes. Elle est inscrite sur la liste des monuments nationaux de Bosnie-Herzégovine et fait partie des 22 sites avec des stećci proposés par le pays pour une inscription au patrimoine mondial de l'UNESCO.